# Correio (Stadtteil)
Correio ist ein Ortsteil der osttimoresischen Landeshauptstadt Dili. Er liegt im Suco Lahane Ocidental (Verwaltungsamt Vera Cruz, Gemeinde Dili). Grob umfasst der Stadtteil die Aldeias Correio und Hospital Militar und liegt auf einer Meereshöhe von 136 m.
In Correio befinden sich die Fakultät für Medizin und Gesundheitswissenschaften (portugiesisch Faculdade Medicina e Ciencia de Saude) der Universidade Nasionál Timór Lorosa’e (UNTL) und das um 1900 erbaute Krankenhaus von Lahane.